# Edmond Coppens
Edmond Frans August Coppens (Iddergem, 5 maart 1905 - 1 november 1986) was een Belgisch syndicalist en politicus voor de CVP. 
Papa van Leona Coppens.

## Levensloop
Zoon van Frans Coppens en Rosalie Vercammen, trouwde Coppens in 1927. Het echtpaar kreeg vier kinderen . Hij volgde middelbaar onderwijs in het Sint-Jozefsinstituut in Brussel. Van 1928 tot 1961 was hij bediende bij De Post. Tijdens de oorlog was hij lid van het Geheim Leger, binnen de verzetsgroep "La Dinde" (vervoer van wapens, schuiloorden voor gezochten).
Hij sloot zich aan bij de Katholieke Partij en vervulde volgende functies: In 1922 werd hij propagandist van het Katholieke Partij Vlaams-Brabant. In 1946 was hij medestichter van de plaatselijke afdeling CVP Denderleeuw. In 1946 werd hij gemeenteraadslid van Denderleeuw en 1952 tot 1955 was hij schepen van Denderleeuw. In maart 1961 werd hij verkozen tot senator voor het arrondissement Oudenaarde-Aalst, een mandaat dat hij uitoefende tot in 1971. 
Op het syndicale vlak was hij voorzitter van het Kristelijk Syndicaat van het spoor in Denderleeuw. Bestuurslid van het Kristelijk Syndicaat van het spoor gewest Aalst. Voorzitter van het Kristelijk Syndicaat van de PTT in Denderleeuw en bestuurslid van het Kristelijk Syndicaat van de PTT van het gewest Aalst.
Tijdens de schoolstrijd was hij ook voorzitter van het Comité voor Vrijheid en Democratie. 